# Edwin Lewis
Pour les articles homonymes, voir Lewis.
Edwin Lewis (1881-1959) est un théologien méthodiste américain principalement associé à l'Université Drew dans le New Jersey.

## Biographie
Né à Newbury, Berkshire, en Angleterre, Lewis devient prédicateur méthodiste local à l'âge de dix-sept ans. En 1900, il se rend à Terre-Neuve, au Canada comme missionnaire avant de poursuivre ses études aux États-Unis. Il devient finalement professeur de théologie à Drew.
Les premiers travaux de Lewis démontrent l'influence du personnalisme de Boston, une école de théologie libérale protestante répandue parmi les méthodistes au cours de la première moitié du XXe siècle, et l'idéalisme britannique. Son livre Jésus-Christ et la quête humaine est un exemple de sa première perspective. Dans le livre, Lewis soutient que la foi chrétienne a son fondement dans la nature des personnes et de la personnalité.
En 1929, il est l'un des trois rédacteurs en chef du Abingdon Bible Commentary. En préparant l'énorme ouvrage de référence, Lewis affirme avoir « redécouvert la Bible » pour lui-même. Il réagit vivement au rapport de 1931 Re-penser les missions: une enquête des laïcs après cent ans, qui, selon lui, entrave l'effort missionnaire chrétien, dans son article « La théologie repensée de la repensée des missions » qui parait dans le Siècle chrétien.
De plus en plus méfiant à l'égard du libéralisme théologique subjectif de l'époque, il publie Un manifeste chrétien en 1934. Dans le livre, Lewis s'attaque à la théologie libérale (qu'il appelle modernisme), réaffirmant des thèmes chrétiens classiques tels que la transcendance de Dieu, le péché de l'humanité, la divinité du Christ et le travail objectif de l'expiation.
Lewis écrit: « Aucune déclaration de croyance chrétienne qui n'inclut pas de référence surnaturelle ... n'est une déclaration vraie. »
Il écrit Un manifeste chrétien avec une philosophie de la révélation chrétienne et le créateur et l'adversaire, qui ont tous deux continué sa réclamation de l'orthodoxie chrétienne dans une perspective arminienne. Lewis soutient que Dieu triomphe du mal en subjuguant et en surpassant son adversaire.
Lewis contribue à soixante articles signés à l'édition originale du Dictionnaire biblique de Harper publié pour la première fois en 1952.
Le travail de Lewis s'avère influent sur toute une génération de théologiens méthodistes, notamment Carl Michalson et Albert C. Outler.

## Œuvres
- Jesus Christ and the Human Quest. . New York, NY: The Abingdon Press, 1924.